# Sei Kamah Baru
Sei Kamah Baru is een bestuurslaag in het regentschap Asahan van de provincie Noord-Sumatra, Indonesië. Sei Kamah Baru telt 3728 inwoners (volkstelling 2010).